# فريدريك كايزر (منافس ألعاب قوى)
فريدريك كايزر (بالإنجليزية: Frederick Kaiser)‏ هو منافس ألعاب قوى أمريكي، ولد في 13 أكتوبر 1889 في نيويورك في الولايات المتحدة، وتوفي في 17 فبراير 1928 في شيكاغو في الولايات المتحدة.

## وصلات خارجية
- فريدريك كايزر على موقع أوليمبيديا (الإنجليزية)